# Wylie Draper
Wylie Draper (ur. 5 maja 1969, zm. 20 grudnia 1993) – były amerykański aktor, znany jako nastoletni Michael Jackson w filmie „The Jacksons: An American Dream”.
W 1993 r. zmarł na białaczkę.